# Подольский, Алексей Ильич
Алексей Ильич Подольский (28 февраля 1908 года, деревня Борисовка Екатеринославского уезда Екатеринославской губернии, ныне в Никопольском районе Днепропетровской области Украины (по другим сведениям — на станции Алмазная, ныне в черте города Стаханов Донецкой области Украины) — 1 августа 1992 года, Москва) — советский военачальник, генерал-полковник авиации (27.04.1962).

## Биография
Родился в крестьянской семье. В детстве с семьёй переехал в Орловскую губернию. С раннего детства батрачил, работал пастухом. В 1923 году окончил 6 классов Кривцовской школы.
В Красной Армии с ноября 1927 года. В 1930 году окончил Ленинградскую кавалерийскую школу. С 1930 до ноября 1934 года служил в 37-м Астраханском имени Немецкого пролетариата кавалерийском полку 7-й Самарской имени Английского пролетариата Краснознаменной кавалерийской дивизии Белорусского военного округа (Минск): командир кавалерийского взвода, командир эскадрона, начальник полковой школы. Затем по призыву ЦК ВКП(б) был переведён в авиацию и направлен на учёбу. В 1936 году окончил 2-ю Борисоглебскую военную школу лётчиков.
Служил в строевых частях ВВС СССР. С февраля 1937 года — военком 12-й армейской отдельной разведывательной авиационной эскадрильи на Дальнем Востоке. Старший лейтенант А. И. Подольский — участник боев у озера Хасан в июле-августе 1938 года. За участие в этих боях награждён своим первым орденом.
В 1940 году окончил Военно-воздушную академию имени Н. Е. Жуковского. С 1940 года — военный комиссар 41-й скоростной бомбардировочной авиационной бригады, заместитель командира 11-й смешанной авиационной дивизии по политчасти, командир 212-го дальнебомбардировочного авиационного полка в Западном Особом военном округе.
С марта 1941 года полковой комиссар (с 1942 — полковник) А. И. Подольский — помощник командира 1-й запасной авиационной бригады по лётной подготовке, с июля 1942 года — командир 1-й запасной авиабригады (Приволжский военный округ) в городе Куйбышев. На хорошем уровне наладил подготовку лётчиков для штурмовой авиации, к лету 1943 года бригада подготовила экипажи 214-ти полков, 17-ти эскадрилий и 1384 отдельных экипажа. За эти достижения бригада награждена орденом Красного Знамени (указ от 7.10.1943). Провел большую работу по переучиванию лётчиков на штурмовики Ил-2 и Ил-10. По его инициативе значительно возросла доля обучения лётчиков навыкам штурмовки и бомбометания наземных целей с боевыми стрельбами, чему в начале войны пилотов учили крайне недостаточно. Принимал активное участие в заводских и исследовательских испытаниях штурмовиков, был лично знаком и работал в тесном содружестве с авиаконструктором С. В. Ильюшиным. Участник Великой Отечественной войны: в мае-декабре 1944 года находился на боевой стажировке в 9-м смешанном авиационном корпусе 17-й воздушной армии на 3-м Украинском фронте. Участвовал в Ясско-Кишинёвской, Белградской и Будапештской стратегических наступательных операциях. Генерал-майор авиации (20.04.1945).
С февраля 1946 года — командир 2-й гвардейской штурмовой авиационной дивизии в Группе Советских оккупационных войск в Германии. С февраля 1947 года — на учёбе. В 1948 году окончил Высшую военную академию имени К. Е. Ворошилова с золотой медалью. В 1948—1950 годах — начальник Высшей офицерской авиационно-инструкторской школы (Грозный). В марте-августе 1950 года — заместитель командующего ВВС Войска Польского. В 1950—1951 годах — начальник Управления боевой подготовки ВВС Дальнего Востока. В 1951—1954 годах — заместитель командующего ВВС Дальнего Востока по ПВО. Генерал-лейтенант авиации (17.03.1954).
С октября 1954 по январь 1957 года — командующий 29-й воздушной армией. В 1957—1960 годах — командующий отдельной Дальневосточной армией ПВО. С декабря 1960 года — начальник боевой подготовки Войск ПВО страны. С апреля 1967 года в запасе.
Жил в Москве. Работал заместителем директора научно-производственного объединения. Занимался исследовательской работой, кандидат военных наук (1971). Автор нескольких десятков публикаций. Член Союза журналистов СССР. Член секции Всесоюзного общества «Знание» по военно-патриотическому воспитанию и пропаганде военных знаний, вёл активную военно-патриотическую и ветеранскую работу. Писал мемуары «Записки комбрига», окончить которые не успел (публиковались в отрывках). Только в последние три года жизни из-за тяжелой болезни был вынужден прервать активную деятельность.
Член КПСС с 1929 года.
Похоронен в Москве на Троекуровском кладбище.

## Награды
- орден Ленина (20.04.1953)[3];
- три ордена Красного Знамени (25.10.1938, 18.08.1945, 6.11.1947);
- ордена Отечественной войны 1-й (11.03.1985) и 2-й (7.08.1943) степеней;
- три ордена Красной Звезды (23.11.1942, 3.11.1944, 22.02.1955);
- медали.

## Воспоминания
- Подольский А. И. Встречи с Василием Сталиным. // Военно-исторический журнал. — 2008. — № 9. — С.70-75.
- Подольский А. И. Военный парад в Куйбышеве. // Военно-исторический журнал. — 2008. — № 11. — С.63-66.